# Parafia św. Franciszka z Asyżu w Cieniawie
Parafia św. Franciszka z Asyżu w Cieniawie – parafia znajdująca się w diecezji tarnowskiej w dekanacie Nowy Sącz Wschód.
Cieniawa od powstania aż do lat 80. XX wieku należała do parafii w Mystkowie. W 1980 roku Kuria Diecezjalna w Tarnowie zaleciła odprawianie w każdą niedzielę jednej mszy świętej w Cieniawie. Z tego powodu uruchomiono pierwszą kaplicę, która początkowo mieściła się w salce katechetycznej w domu prywatnym, a potem w wyremontowanym i dostosowanym do potrzeb dawnym Domu Nauczyciela. 10 kwietnia 1981 władze państwowe wydały zgodę na budowę kościoła. 4 czerwca tegoż roku biskup tarnowski wyznaczył księdza Franciszka Olczaka na duszpasterza parafii, został on pierwszym proboszczem cieniawskim (od 1981). 1 września 1981 erygowano parafię w Cieniawie.
W dniu 27 października 1985 ks. biskup Jerzy Ablewicz poświęcił kościół parafialny. W 1995 wybudowano kaplicę cmentarną.

## Proboszczowie
- ks. Franciszek Olczak (1981–2012)
- ks. Wacław Barnaś (od 12 sierpnia 2012)[1]